# Otaji
Otaji ist ein deutsches Online-Magazin für asiatische Musik. Die Website wurde im Februar 2015 gestartet und hat ihren Sitz in Berlin. Das Otaji-Magazin beschäftigt sich mit der Musik aus China, Japan, Südkorea und anderen asiatischen Ländern. Das Angebot umfasst regelmäßige News, Rezensionen, Interviews, Artikelreihen und Gewinnspiele. Seit Januar 2018 gibt es zudem die Otaji Music Charts.
Neben dem Online-Angebot strebt das Team des Projekts die Zusammenarbeit mit europäischen Veranstalten sowie Künstlern aus Japan und Südkorea an. So entstanden im Rahmen von Otaji große Internet-Promotions für Künstler, wie 24K, Haruka, I Promised Once, MYNAME, SAGA sowie jüngst für HALO und DREAMCATCHER.

## Geschichte

### Start der Webseite, Relaunch und neue Fokussierung
Die Webseite von Otaji startete am 9. Februar 2015. Zu dem Zeitpunkt thematisierte die Webseite die Themen Anime, Manga, Cosplay und asiatische Musik. Im Fokus lag aber die Berichterstattung über Anime und Manga. Zuvor war das Projekt in den sozialen Netzwerken auf Facebook und Twitter aktiv. Das erste Interview mit dem asiatischen Trio NO BORDERZ erschien am 16. Mai 2015.
Das erste Design der Webseite war zu aufdringlich für die Besucher der Webseite. Um professioneller zu wirken und weitere Inhalte anbieten zu können, gab es im August 2016 einen kompletten Relaunch mitsamt neuen Logo. So ist es der Redaktion möglich Inhalte besser und seriöser anzubieten und weitere Felder abzudecken. So startete im Januar 2017 die sechsteilige Artikelreihe BiGFLO: Next Step, welche die Umstrukturierungen der südkoreanischen K-Pop-Band Bigflo thematisiert.
Um die Qualität der Inhalte zu steigern, entschied das Team im August 2017, den Fokus fortan auf asiatische Musik mit Bezug auf Deutschland zu legen. So gibt es inzwischen Artikel über Veranstaltungen in Deutschland und im deutschsprachigen Raum, wie Club-Konzerte mit J-Rock, J-Pop und K-Pop oder Berichte über Konzerte japanischer und südkoreanischer Künstler in Deutschland.

### Otaji Music Charts
Am 7. Januar 2018 startete Otaji eigene Charts, die Otaji Music Charts. In diesen Charts sind Lieder aus China, Japan, Singapur, Südkorea und Taiwan vertreten. Die aktuelle Auswertung der Charts erscheint immer samstags, wo der neue Abstimmungszeitraum beginnt. Ziel sei es, den Fokus nicht nur auf den populären K-Pop zu richten, sondern auch auf erfolgreiche Lieder aus anderen asiatischen Ländern.